# Johannes Münch
Johannes Münch (* 16. Dezember 1791 in Wetzlar; † 3. März 1869 in Heidelberg) war ein deutscher Jurist und Politiker.

## Leben
Müller studierte von 1810 bis 1812 Rechtswissenschaft in Heidelberg und Tübingen. Er war anschließend als Referendar in Köln, ab 1824 als Notar in Polch und ab 1834 als Justizamtmann ebenda tätig. Von 1837 bis 1847 arbeitete er als Syndikus und Oberkammerrat des fürstlichen Hauses Solms-Braunfels in Hohensolms, danach in Wetzlar und zuletzt in Heidelberg. Er war 1848 Mitglied der Stadtverordnetenversammlung und der Bürgergarde in Wetzlar.
Vom 18. Mai 1848 bis 20. Mai 1849 war er für den Wahlkreis Rheinland in Wetzlar Mitglied der Frankfurter Nationalversammlung in der Fraktion Landsberg und danach im Pariser Hof.
Münch war 1845 Mitglied des Rheinischen Provinziallandtags.